# おかしなおかしな60分!
『おかしなおかしな60分!』（おかしなおかしなろくじゅっぷん）は、1972年10月22日から1973年3月25日まで日本テレビ系列局で放送されていたバラエティ番組である。日本テレビと渡辺プロダクションの共同製作。全23回。放送時間は毎週日曜 21:30 - 22:25 （日本標準時）。

## 概要
毎回さまざまなコントを連発していたバラエティ番組。放送時間55分の間に合計30本、つまり2分未満に1本の割合でギャグが飛び出していた。その合間にはヒット曲を流し、間を繋いでいた。演出は、同じく日本テレビと渡辺プロの共同製作番組『シャボン玉ホリデー』を手掛けていた秋元近史が担当していた。

## レギュラー出演者
- 藤田まこと
- なべおさみ
- 鳥塚しげき
- 小山ルミ

## 放送リスト
| 回     | 放送日   | サブタイトル                   |
| 1972年 | 1972年   | 1972年                         |
| ------ | -------- | ------------------------------ |
| 1      | 10月22日 | こちら温泉旅館です！           |
| 2      | 10月29日 | 今晩は松ノ湯です！             |
| 3      | 11月5日  | ズッコケ課長とゴーゴー社員     |
| 4      | 11月12日 | ㊙ポルノ撮影快調！             |
| 5      | 11月19日 | ㊙警察物語！                   |
| 6      | 11月26日 | 杉本美樹のあゝ結婚！           |
| 7      | 12月3日  | ㊙御当地初公開です！           |
| 8      | 12月10日 | 今晩は！温泉旅館です！         |
| 9      | 12月17日 | 1972年今年の重大ニュース！     |
| 10     | 12月24日 | 歳末協奏曲                     |
| 11     | 12月31日 | 忘年会は松ノ湯で！             |
| 1973年 |          |                                |
| 12     | 1月7日   | 大変だァ！本日開店です         |
| 13     | 1月14日  | 懐かしのメロディー大行進！     |
| 14     | 1月21日  | 懐かしのメロディー大行進！     |
| 15     | 1月28日  | ドリフの雪山大挑戦!!           |
| 16     | 2月4日   | 電話でキッスじゃものたりない！ |
| 17     | 2月11日  | 旅と女とドリフターズ!!         |
| 18     | 2月18日  | 松の湯繁盛記！                 |
| 19     | 2月25日  | 極めつけナツメロ大行進！       |
| 20     | 3月4日   | ルミ子リンダの夜の出来事       |
| 21     | 3月11日  | 別れたっていいじゃないのさ！   |
| 22     | 3月18日  | 旅は青空ドリフターズ           |
| 23     | 3月25日  | 女湯・バンザイ・ドリフターズ！ |

参考：『読売新聞縮刷版』読売新聞社、1972年10月22日 - 1973年3月25日付のラジオ・テレビ欄。

## 参考資料
- 読売新聞縮刷版[どれ?]

| 日本テレビ系列 日曜21:30枠                               | 日本テレビ系列 日曜21:30枠                               | 日本テレビ系列 日曜21:30枠                         |
| 前番組                                                   | 番組名                                                   | 次番組                                             |
| -------------------------------------------------------- | -------------------------------------------------------- | -------------------------------------------------- |
| 鉄道100年 大いなる旅路 （1972年4月2日 - 1972年10月15日） | おかしなおかしな60分! （1972年10月22日 - 1973年3月25日） | 子連れ狼（第1部） （1973年4月1日 - 1973年9月30日） |